# Oranje maanmug
Oranje maanmug (Tipula lunata) is een tweevleugelige uit de familie langpootmuggen (Tipulidae). De wetenschappelijke naam van de soort werd in 1758 gepubliceerd door Carl Linnaeus in de tiende editie van Systema naturae. De soort komt voor in het Palearctisch gebied.

## Kenmerken
- Vleugellengte 18-20 mm.
- Antennes met lange borstelharen en glad, zonder zaagtanden.
- Geen zwarte bultjes op de kop.
- Achterlijf licht van kleur (geel, oranje, geelbruin) met of zonder donkere middenstreep, of met verdonkerde laatste segmenten.
- Strepen op de rug van het borststuk bij het mannetje zijn vaak nauwelijks zichtbaar op een oranjebruine achtergrond.
- Maanvlek strekt zich uit van de voorrand van de vleugel tot voorbij de diskaalcel en in de achterrandcellen; bij het vrouwtje zelfs tot aan de achterrand van de vleugel.
- De rug van het borststuk is grijsbruin met drie vaag brede donkere strepen, waarbij de middelste soms smal wordt gedeeld door een lichtere streep.
- Het vrouwtje heeft achterlijfsegment 5 en soms 6 een stuk donderder dan de rest en de ovipositor met tergiet 10 glanzend donkerbruin.
- Sterniet 8 vertoont karakteristieke aanhangsels.
- Het vrouwtje heeft een kenmerkend verkorte ovipositor, met korte driehoekige cerci en opvallend gereduceerde valven.

1. ↑  Linnaeus, C. (1758). Systema naturae ed. 10: 586